# Mareca
Mareca – rodzaj ptaków z podrodziny kaczek (Anatinae) w obrębie rodziny kaczkowatych (Anatidae).

## Rozmieszczenie geograficzne
Rodzaj obejmuje gatunki występujące w Eurazji, Afryce, Ameryce Południowej i Północnej.

## Morfologia
Długość ciała 46–58 cm, rozpiętość skrzydeł 75–95 cm; masa ciała samców 318–1134 g, samic 408–1043 g.

## Systematyka
Rodzaj zdefiniował w 1824 roku brytyjski zoolog James Francis Stephens w rozdziale dotyczącym ptaków opublikowanym w publikacji pod redakcją George’a Shawa poświęconej zoologii ogólnej. Gatunkiem typowym jest (późniejsze oznaczenie) świstun zwyczajny (M. penelope).

### Nazewnictwo
- Mareca (Marcia, Marica): nazwa Marréco oznaczająca w brazylijskiej odmianie języka portugalskiego ‘mniejsze odmiany kaczek’[12].
- Penelops: łac. penelops ‘rodzaj kaczki lub gęsi’, różnie identyfikowane (być może lapsus od Penelope)[13]. Gatunek typowy (oznaczenie monotypowe): Anas penelope Linnaeus, 1758.
- Chauliodus (Chauliodous): gr. χαυλιοδους khauliodous, χαυλιοδοντος khauliodontos ‘mający wystające zęby, kły’[14]. Gatunek typowy (oznaczenie monotypowe): „the well known Gadwall Duck” (= Anas strepera Linnaeus, 1758).
- Chaulelasmus: gr. χειλος kheilos, χειλεος kheileos ‘warga, krawędź’; ελασμος elasmos ‘płyta’[15]. Gatunek typowy (oznaczenie monotypowe): Anas strepera Linnaeus, 1758.
- Ktinorhynchus: gr. κτεις kteis, κτενος ktenos ‘grzebień’; ῥυγχος rhunkhos ‘dziób’[16].

### Podział systematyczny
Na podstawie badań filogenetycznych takson ten został ponownie wyodrębniony z Anas. Do rodzaju należą następujące gatunki:
- Mareca strepera (Linnaeus, 1758) – krakwa
- Mareca falcata (Georgi, 1775) – czuprynka
- Mareca sibilatrix (Poeppig, 1829) – świstun chilijski
- Mareca penelope (Linnaeus, 1758) – świstun zwyczajny
- Mareca americana (J.F. Gmelin, 1789) – świstun amerykański

Fragment kladogramu obejmujący gatunki z rodzaju Mareca:
|  | M. strepera |
|  |             |
|  | M. falcata  |
|  |             |

|  | M. penelope                                                    |
|  |                                                                |
|  | \| \| M. americana \| \| \| \| \| \| M. sibilatrix \| \| \| \| |
|  |                                                                |
|  | M. americana                                                   |
|  |                                                                |
|  | M. sibilatrix                                                  |
|  |                                                                |

|  | M. americana  |
|  |               |
|  | M. sibilatrix |
|  |               |

|  | M. strepera |
|  |             |
|  | M. falcata  |
|  |             |

|  | M. penelope                                                    |
|  |                                                                |
|  | \| \| M. americana \| \| \| \| \| \| M. sibilatrix \| \| \| \| |
|  |                                                                |
|  | M. americana                                                   |
|  |                                                                |
|  | M. sibilatrix                                                  |
|  |                                                                |

|  | M. americana  |
|  |               |
|  | M. sibilatrix |
|  |               |